# Halecia subsimilis
Halecia subsimilis es una especie de escarabajo del género Halecia, familia Buprestidae. Fue descrita científicamente por Mannerheim en 1837.